# Beck (Familienname)
Beck kann eine Variante des Familiennamens Bach sein. In Süddeutschland leitet sich der Name aber in aller Regel vom Beruf des Bäckers her. Sowohl über backen als auch über Bach lässt sich die Verwandtschaft der Namen etymologisch herleiten.

## Namensträger

### A
- Aaron T. Beck (1921–2021), US-amerikanischer Psychiater und Psychotherapeut
- Achill Beck (1771–1853), deutscher Franziskaner und Geistlicher
- Adalbert Beck (1863–1946), deutscher Politiker (Zentrum)
- Adam Beck (1857–1925), kanadischer Politiker und Wasserkraftwerksmanager (Kraftwerk Sir Adam Beck)
- Adolf Beck (Mediziner) (1863–1942), polnischer Physiologe
- Adolf Beck (Philologe) (1906–1981), deutscher Philologe
- Adolf Beck (Politiker) (1938–2009), deutscher Politiker (CSU), MdL Bayern
- Adolf Franz Beck (1892–1949), deutscher Chemiker
- Adolph Beck (auch Adolf Beck; 1841–1909), norwegischer Geschäftsmann, Opfer eines Justizirrtums
- Adrian Beck (* 1997), deutscher Fußballspieler
- Albert Beck (Heimatforscher) (?–1936), deutscher Lehrer, Schulrektor und Heimatforscher
- Albert Beck (* 1937), Schweizer Münzsammler
- Albert Beck Wenzell (1864–1917), US-amerikanischer Maler und Illustrator
- Alexander von Beck (1811–1878), russischer Historiker und Geheimer Rat
- Alexander Beck (Pfarrer) (1814–1899), Schweizer reformierter Pfarrer
- Alexander Beck (Jurist) (1900–1981), Schweizer Jurist und Hochschullehrer
- Alexander Beck (1903–1972), sowjetischer Schriftsteller, siehe Alexander Alfredowitsch Bek
- Alexander Beck (Schauspieler, 1960) (* 1960), deutscher Schauspieler
- Alexander Beck (Architekt) (* 1968), deutscher Architekt
- Alexander Beck (Schauspieler, 1973) (* 1973), deutscher Schauspieler
- Alexander Beck (Leichtathlet) (* 1992), australischer Sprinter
- Alexander Beck-Usteri (1847–1926), russisch-schweizerischer Mathematiker und Astronom
- Alfons Beck (1889–1968), deutscher Heimatforscher
- Alfred Beck (Tiermediziner) (1889–1957), deutscher Veterinärmediziner und Hochschullehrer
- Alfred Beck (1925–1994), deutscher Fußballspieler
- Alfred Beck (Schriftsteller) (1927–1995), Schweizer Mundartschriftsteller
- Alfred Johannes Beck (1889–1973), deutscher Chirurg und Hochschullehrer
- Alina Beck (* 2006), deutsche Radrennfahrerin
- Almuth Beck (* 1940), deutsche Lehrerin und Politikerin
- Alois Beck (Journalist) (vor 1909–1970), deutscher Journalist
- Alois Beck (* 1962), liechtensteinischer Politiker
- Alphonse Beck (1822–1902), Schweizer Mediziner und Politiker
- Anatole Beck (1930–2014), US-amerikanischer Mathematiker
- Andreas Beck (Politiker) (1776–1840), deutscher Politiker, MdL Baden
- Andreas Beck (Seemann) (1864–1914), norwegischer Seemann
- Andreas Beck (Autor) (* 1948), deutscher Arzt, Theologe, Schriftsteller und Maler
- Andreas Beck (Schauspieler) (* 1964), deutscher Schauspieler und Theaterregisseur
- Andreas Beck (Regisseur) (* 1965), deutscher Regisseur
- Andreas Beck (Germanist) (* 1971), deutscher Germanist, Literaturwissenschaftler und Hochschullehrer
- Andreas Beck (Skispringer) (* 1976), österreichischer Skispringer und Snowboarder
- Andreas Beck (Tennisspieler) (* 1986), deutscher Tennisspieler
- Andreas Beck (Fußballspieler) (* 1987), deutscher Fußballspieler
- Andreas Theodor Beck (1918–2006), Schweizer Architekt und Baumeister
- Anina Beck (* 1999), Schweizer Unihockeyspielerin
- Anna Beck-Radecke (1861–1918), deutsche Theaterschauspielerin
- Anne-Catherine Beck (* 1996), deutsche Journalistin
- Anne Louise Beck (1896–1982), US-amerikanische Meteorologin
- Annette Beck-Sickinger (* 1960), deutsche Chemikerin und Biologin
- Annika Beck (* 1994), deutsche Tennisspielerin
- Anton Beck (Jurist) (1805–1876), deutscher Verwaltungsjurist und Politiker, MdL Baden
- Anton von Beck (1812–1895), österreichischer Zeitungsherausgeber und Manager
- Anton Beck (Mediziner), österreichischer Mediziner und Politiker, MdR
- Anton Beck (Landwirt) (1816–1898), deutscher Landwirt und Politiker, MdL Bayern
- Anton Becker (Maler) (1846–1915), deutscher Landschafts- und Jagdmaler sowie Porträtist
- Anton August Beck (1713–1787), deutscher Kupferstecher
- Anton Josef Beck (1857–1922), deutscher Beamter und Politiker, MdR
- Arnold Beck (1949–2014), liechtensteinischer Skirennläufer
- Audrey Jones Beck (1924–2003), US-amerikanische Kunstsammlerin und Mäzenin
- August von Beck (?–1816), österreichischer Generalmajor
- August Beck (Historiker) (1812–1874), deutscher Historiker
- August Beck (Maler) (1823–1872), Schweizer Maler
- August Beck (Politiker), deutscher Politiker (SPD), MdL Sachsen-Weimar-Eisenach
- Auguste Beck (1793–nach 1826), deutsche Opernsängerin (Sopran)
- Ava Beck (* 2008), australische Tennisspielerin

### B
- Balthasar Beck († 1551/1552), Drucker
- Barbara Beck (Journalistin) (* 1942), deutsche Journalistin und Herausgeberin
- Barbara Beck (Historikerin) (* 1961), deutsche Historikerin und Kuratorin
- Barry Beck (* 1957), kanadischer Eishockeyspieler
- Beatrice Beck Schimmer (* 1963), Schweizer Medizinerin
- Béatrix Beck (1914–2008), französische Schriftstellerin
- Benedikt Beck (* 1985), deutscher Comic-Zeichner
- Bernard Beck (* 1942), französischer Architekturhistoriker
- Bernd Beck (* 1956), deutscher Fußballspieler
- Bernhard Beck (Geistlicher, 1731) (1731–1765), deutscher Benediktinerabt
- Bernhard von Beck (Mediziner, 1821) (1821–1894), deutscher Chirurg und Generalarzt
- Bernhard Beck (Geistlicher, 1840) (1840–1912), deutscher methodistischer Prediger und Missionar
- Bernhard von Beck (Mediziner, 1863) (1863–1930), deutscher Chirurg
- Bernhard Beck (Jurist) (* 1954), deutscher Jurist
- Billy Beck (1920–2011), US-amerikanischer Clown und Schauspieler
- Boris Beck (* 1973), deutscher Basketballspieler
- Byron Beck (* 1945), US-amerikanischer Basketballspieler

### C
- C. C. Beck (1910–1989), US-amerikanischer Comiczeichner
- Carl Beck (Oberamtmann) (1785–1849), badischer Oberamtmann
- Carl Beck (Fabrikant) (1809–1885), deutscher Streichzündholzfabrikant
- Carl Beck (Verleger) (1817–1852), deutscher Verleger
- Carl Beck (Politiker, 1822) (1822–1884), deutscher Politiker und Pfarrer
- Carl Beck (Apotheker) (1852–1939), deutscher Apotheker, Chemiker und Fossiliensammler
- Carl Beck (Mediziner, 1856) (1856–1911), deutsch-amerikanischer Mediziner
- Carl Beck (Mediziner, 1864) (1864–1952), böhmischstämmiger US-amerikanischer Mediziner
- Carl Beck (Politiker, 1869) (1869–1928), deutscher Politiker (Zentrum), Bürgermeister von Angermund, MdL Preußen
- Carl Beck (Politiker, 1894) (1894–1982), Schweizer Politiker (CVP) und Landwirt
- Carl Beck-Bernard (1819–1900), niederländisch-argentinischer Konsul
- Carl Beck-Friis (1921–2005), schwedischer Sportschütze
- Carl Gottlob Beck (1733–1802), deutscher Buchdrucker, Buchhändler und Verlagsgründer
- Carl Heinrich Beck (1767–1834), deutscher Buchdrucker, Buchhändler und Verlagsinhaber, siehe Verlag C. H. Beck
- Carla Beck (* 1973), kanadischer Politikerin
- Cäsar Beck (1850–1925), deutscher Schauspieler und Theaterregisseur
- Caroline Beck (1766–1784), deutsche Schauspielerin
- Cave Beck (1623–1706), englischer Lehrer und Sprachtheoretiker
- Charles Beck (1798–1866), US-amerikanischer Philologe und Theologe
- Charlie Beck (* 1953), US-amerikanischer Polizist
- Charlotte Beck, deutsche Filmeditorin
- Charlotte Joko Beck (1917–2011), US-amerikanische Zen-Lehrerin
- Chlodwig Beck (1924–2011), deutscher HNO-Arzt und Hochschullehrer
- Chloe Beck (* 2001), US-amerikanische Tennisspielerin
- Chris Beck (* um 1980), US-amerikanischer Jazzmusiker
- Christian Beck (Schriftsteller) (1879–1916), belgischer Schriftsteller
- Christian Beck (Theologe) (* 1968), deutscher katholischer Theologe, Sozialethiker und Hochschullehrer
- Christian Beck (Physiker), Physiker
- Christian Beck (Fußballspieler) (* 1988), deutscher Fußballspieler
- Christian Daniel Beck (1757–1832), deutscher Philologe
- Christian Frederik Beck (1876–1954), dänischer Maler
- Christian Lukas Beck (1789–1827), württembergischer Oberamtmann
- Christiane Henriette Beck (1756–1833), deutsche Schauspielerin
- Christina Beck (* 1996), dänische Fußballspielerin
- Christine Beck, Geburtsname von Christine Baitinger (* 1974), deutsche Fußballschiedsrichterin
- Christoff Beck (* 1964), österreichischer Eiskunstläufer
- Christoph Beck (Geograph) (* 1969), deutscher Geograph, Klimatologe und Hochschullehrer
- Christoph Beck (Politiker) (* 1978), liechtensteinischer Politiker (VU)
- Christoph Beck (Jazzmusiker) (* 1986), deutscher Jazzmusiker
- Christophe Beck (* 1971), kanadischer Filmkomponist
- Christopher Beck (* 1984), deutscher Fußballspieler
- Cico Beck (Christoph Beck; * 1984), deutscher Musiker
- Claire Beck-Loos (1904–1942), tschechoslowakische Fotografin und Schriftstellerin
- Claude S. Beck (1894–1971), US-amerikanischer Chirurg
- Claus Beck-Nielsen (* 1963), dänischer Performer, Schauspieler, Sänger und Autor, siehe Madame Nielsen
- Conrad Beck (1901–1989), Schweizer Komponist

### D
- Dani Beck (* 1965), Schweizer Fernsehredakteur und Moderator
- Dave Beck (1894–1993), US-amerikanischer Gewerkschaftsführer
- David Beck (Orgelbauer) (um 1540–um 1606), deutscher Orgelbauer
- David Beck (Maler) (1621–1656), niederländischer Maler
- David Beck (Archäologe) (1893–1966), liechtensteinischer Archäologe und Heimatforscher
- Desiderius Beck (1804–1877), deutscher Gerichtsarzt
- Dieter Beck (Physiker) (1930–vor 2022), deutscher Physiker und Hochschullehrer
- Dieter Beck (Mediziner) (1935–1980), Schweizer Psychiater
- Dieter Beck (Unternehmer), deutscher Unternehmer und Mitglied der 17. Bundesversammlung für die AfD Mecklenburg-Vorpommern
- Dominicus Beck (1732–1791), deutscher Mathematiker und Philosoph
- Dominique Beck (1772–1862), deutscher Politiker, MdL Hessen
- Don Beck (Unternehmensberater) (1937–2022), US-amerikanischer Management-Berater
- Don Beck (Basketballtrainer) (* 1953), US-amerikanischer Basketballtrainer
- Doris Beck (* 1961), liechtensteinische Politikerin
- Dwight Marion Beck (1893–1993), US-amerikanischer Geistlicher der Methodist Church, Pädagoge und Bibelwissenschaftler

### E
- Edmund Beck (Sänger) (1840–1901), deutscher Sänger (Bass) und Schauspieler
- Edmund Beck (Philologe) (1902–1991), deutscher Ordensgeistlicher, Philologe und Hochschullehrer
- Eduard Beck (Lithograf) (1820–1895), Schweizer Lithograf, Kartograf und Topograf
- Eduard Beck (1884–1966), deutscher Heraldiker, Genealoge und Verwaltungsjurist
- Eleonore Beck (1926–2014), deutsche katholische Theologin
- Elisabeth Beck (1907–2002), deutsch-britische Neurowissenschaftlerin
- Elisabeth Beck-Gernsheim (* 1946), deutsche Soziologin
- Elise Beck (1855–1912), deutsche Schriftstellerin
- Else von Beck (1888–nach 1935), deutsche Malerin der Düsseldorfer Schule sowie Bildhauerin
- Emil Beck (Mediziner, 1866) (1866–1932), deutschamerikanischer Chirurg und Röntgenologe
- Emil Beck (Ingenieur) (1887–1982), deutscher Ingenieur und Reichsbahn-Baubeamter
- Emil Beck (Jurist) (1888–1973), Schweizer Jurist und Hochschullehrer
- Emil Beck (Mediziner, 1931) (1931–2001), österreichischer Chirurg
- Emil Beck (Fechttrainer) (1935–2006), deutscher Fechttrainer
- Enrique Beck (1904–1974), eigentlich Heinrich Beck, deutsch-schweizerischer Lyriker und Übersetzer
- Erasmus W. Beck (1833–1898), US-amerikanischer Politiker
- Erica Beck (* 1992), US-amerikanische Filmschauspielerin und Synchronsprecherin
- Erich Beck (1898–1959), österreichischer Gewerkschafter und Politiker (SPÖ)
- Erich Beck (Maler) (* 1943), deutscher Maler und Grafiker
- Erik De Beck (* 1951), belgischer Leichtathlet
- Erik Beck (* 1978), deutscher Historiker
- Ernie Beck (1931–2024), US-amerikanischer Basketballspieler
- Ernst Beck (Bankier) (1794–nach 1836), deutscher Bankier und Gutsbesitzer
- Ernst Beck (Fabrikant) (1849–um 1887), deutscher Fabrikant
- Ernst Beck (Künstler) (1879–1941), österreichischer Maler, Graphiker und Bildhauer
- Ernst Beck (Physiker) (1881–1959), deutscher Physiker
- Ernst Beck (Gartenarchitekt) (1929–2006), deutscher Garten- und Landschaftsarchitekt sowie Verbandsfunktionär
- Ernst-Dieter Beck (1940–2018), deutscher Serienmörder
- Ernst Gerhard Beck (1926–2011), deutscher Hygienemediziner und Hochschullehrer
- Ernst-Joachim Beck (1949/1950–2005), deutscher Unternehmer
- Ernst Louis Beck (1908–1957), deutscher Architekt
- Ernst-Reinhard Beck (* 1945), deutscher Politiker (CDU)
- Erwin Beck (Politiker) (1911–1988), deutscher Widerstandskämpfer und Politiker (SPD)
- Erwin Beck (Botaniker) (* 1937), deutscher Botaniker
- Eugen Beck (1866–1934), deutscher Architekt
- Eugen Beck (Mathematiker) (1910–nach 1961), deutscher Mathematiker
- Eva-Maria Beck-Meuth, deutsche Physikerin und Präsidentin der TH Aschaffenburg
- Evelyn Torton Beck (* 1933), amerikanische Literaturwissenschaftlerin und Psychologin

### F
- Ferdinand von Beck (1850–1933), preußischer Generalleutnant
- Ferdinand Alexander Beck (1814–1892), Schweizer Glasmaler
- Ferdinand Jakob Beck (1762–1834), Landrat in Dieburg, Großherzogtum Hessen
- Ferdinand Karl Heinrich Beck (1789–1862), deutscher Richter
- Filmore Beck (* 1991), deutscher Basketballspieler
- Florian Beck (* 1958), deutscher Skirennläufer
- Frank Beck (* 1961), deutscher Fechter
- Franz Beck (Buchbinder) (1814–1888), schwedischer Buchbinder
- Franz Beck (Politiker, 1846) (1846–1918), deutscher Politiker, MdR
- Franz Josef Beck (1847–1927), liechtensteinischer Politiker
- Franz Beck (Maler) (1893–1983), deutscher Maler und Grafiker
- Franz Beck (Skirennläufer) (1930–2000), liechtensteinischer Skirennläufer
- Franz Beck (Politiker, 1931) (1931–2003), liechtensteinischer Politiker (VU)
- Franz Ignaz Beck (1734–1809), deutscher Komponist
- Franz Leopold Ignatius von Beck zu Willmendingen (1752–1833), deutscher Geistlicher
- Franz Xaver Beck (1827–1894), Schweizer Politiker
- Franziska Beck (* 1985), deutsche Handballspielerin
- Franziska Maria Beck (* 1956), deutsch-schweizerische Bildhauerin
- Frederick Beck, britischer Ringer
- Frieda Beck-Weichselbaum (1814–um 1890), deutsche Sängerin (Sopran)
- Friedrich Beck (Buchhändler) (1802–1860), österreichischer Buch- und Kunsthändler
- Friedrich Beck (Schriftsteller, 1806) (1806–1888), deutscher Schriftsteller
- Friedrich Beck (General) (1837–1910), deutscher Generalmajor
- Friedrich Beck (Schriftsteller, 1864) (1864–1929), österreichischer Schriftsteller
- Friedrich Beck (Maler) (1873–1921), österreichischer Maler
- Friedrich Beck, bekannt als Fritz Beck (1889–1934), deutscher Studentenführer
- Friedrich Beck (Physiker) (1927–2008), deutscher Physiker
- Friedrich Beck (Archivar) (* 1927), deutscher Archivar und Historiker
- Friedrich von Beck-Rzikowsky (1830–1920), österreichisch-ungarischer Generaloberst
- Friedrich Mayer-Beck (1907–1977), österreichischer Grafiker und Illustrator
- Friedrich Adolf Beck (Pseudonym Sincerus Weda; 1801–1853), deutscher Schulleiter, Pfarrer und Autor
- Friedrich Alfred Beck (1899–1985), deutscher Politiker (NSDAP), Philosoph und Pädagoge
- Fritz Beck (Militär) (1857–nach 1904), deutscher Oberst und Militärhistoriker
- Fritz Beck (1889–1934), deutscher politischer Aktivist und Studentenführer
- Fritz Beck (Politiker) (1889–1985), Schweizer Politiker (KPS)
- Fritz Beck (General) (1890–1970), deutscher Generalintendant der Luftwaffe
- Fritz Beck (Bildhauer) (1891–1962), deutscher Bildhauer
- Fritz von Beck (1905–1997), österreichischer Unternehmer, ab 1939 Exil in Portugal
- Fritz Beck (Maler) (* 1922), schweizerisch-deutscher Maler
- Fritz Beck (Chemiker) (1931–2009), deutscher Chemiker

### G
- Gabriele Beck-Busse (* 1956), deutsche Romanistin und Hochschullehrerin
- Gad Beck (1923–2012), deutscher Widerstandskämpfer und Autor
- Gebhard Fidel Beck (1825–1905), österreichischer Mediziner und Politiker
- Georg Beck (Maler) (um 1449–1512), deutscher Maler und Illuminator
- Georg Beck (Politiker) (1890–1968), deutscher Politiker
- Georg Beck (Maschinenbauingenieur) (1901–1943), deutscher Maschinenbauingenieur
- Georg Friedrich Beck (1882–1951), deutscher Landwirt, Winzer und Verbandsfunktionär
- Georg Leonhard Beck (1811–1895), deutscher Schriftsteller und Politiker
- George Andrew Beck (1904–1978), britischer Geistlicher, Erzbischof von Liverpool
- Gerald Beck (* vor 1979), deutscher Soziologe und Hochschullehrer
- Gerlinde Beck (1930–2006), deutsche Bildhauerin und Malerin
- Gertrud Beck (Historikerin) (1915–1994), deutsche Historikerin, Heimatforscherin, Autorin und Kommunalpolitikerin
- Gertrud Beck (Pädagogin) (* 1938), deutsche Grundschulpädagogin und Hochschullehrerin
- Gertrud Beck-Schlegel, siehe Gertrud Beck (Pädagogin)
- Gisbert Beck (1939–1983), deutscher Polizist und Politiker
- Glenn Beck (* 1964), amerikanischer Moderator
- Gloria Beck (* 1968), deutsche Rhetorikberaterin und Autorin
- Gordon Beck (1936–2011), britischer Jazzmusiker
- Gottlieb Beck (1852–1937), Schweizer Journalist und Chefredakteur
- Götz Beck (1934–2009), deutscher Sprachwissenschaftler
- Gregor Beck (* 1958), deutscher Jazzmusiker
- Guido Beck (Physiker) (1903–1988), argentinischer Physiker
- Guido Benedikt Beck (1885–1958), deutscher Geistlicher, Titularbischof von Mastaura
- Günter Beck (* 1956), deutscher Politiker (Bündnis 90/Die Grünen)
- Günther Beck (Geograph) (1939–2022), deutscher Geograph und Hochschullehrer
- Günther Beck (Biathlet) (* 1976), österreichischer Biathlet
- Günther Beck von Mannagetta und Lerchenau (1856–1931), österreichischer Botaniker
- Gunnar Beck (* 1965), deutscher Jurist
- Gustav Beck (Heimatforscher) (1874–1937), österreichisch-tschechischer Fabrikant, Heimatforscher und Volkskundler
- Gustav Beck (Musiker) (1901–nach 1954), deutscher Pianist und Dirigent
- Gustav Kurt Beck (1902–1983), österreichischer Maler

### H
- Hanno Beck (Geograph) (1923–2018), deutscher Geograph und Geographiehistoriker
- Hanno Beck (Volkswirt) (* 1966), deutscher Journalist und Volkswirt
- Hanns Beck (Eisenbahner) (* 1929), deutscher Jurist und Bundesbahndirektionspräsident
- Hanns Beck-Gaden (1891–1956), deutscher Schauspieler, Regisseur, Drehbuchautor, Filmproduzent und Filmarchitekt
- Hans Beck (Orgelbauer) (um 1490–1557/1560), deutscher Orgelbauer
- Hans Beck (Täufer), Schweizer Täufer
- Hans Beck (Ballettmeister) (1861–1952), dänischer Ballettmeister
- Hans Beck (Mathematiker) (1876–1942), deutscher Mathematiker
- Hans Beck (Gewerkschafter) (1894–1937), deutsch-sowjetischer Gewerkschafter
- Hans Beck (Archäologe) (1909–1987), deutscher Archäologe und Museumsdirektor
- Hans Beck (Skispringer) (1911–1996), norwegischer Skispringer
- Hans Beck (Architekt), Schweizer Architekt
- Hans Beck (Cartoonist) (1926–2013), deutscher Cartoonist und Zeichner
- Hans Beck (Spielzeugentwickler) (1929–2009), deutscher Spielzeugentwickler
- Hans Beck (Physiker) (* 1939), Schweizer Physiker und Hochschullehrer
- Hans Beck (Historiker) (* 1969), deutscher Althistoriker
- Hans-Christian Beck (* 1944), deutscher Generalmajor
- Hans Dieter Beck (1932–2025), deutscher Verleger
- Hans-Georg Beck (1910–1999), deutscher Byzantinist
- Hansjürgen Müller-Beck (1927–2018), deutscher Prähistoriker
- Hans-Peter Beck (* 1947), deutscher Ingenieur und Hochschullehrer
- Hans-Peter Beck-Bornholdt (* 1950), deutscher Biophysiker und Hochschullehrer
- Harald Beck (Übersetzer) (* 1951), deutscher Übersetzer
- Harald Beck (* 1957), deutscher Fußballspieler
- Harry Beck (1902–1974), britischer Grafikdesigner
- Hede Beck (* 1958), deutsche Schauspielerin, Hörspiel- und Synchronsprecherin
- Heinrich Beck (Schauspieler) (1760–1803), deutscher Schauspieler
- Heinrich Beck (1788–1875), deutscher Maler, siehe Johann Heinrich Beck
- Heinrich Beck (Brauer) (1832–1881), deutscher Bierbrauer und Brauereiunternehmer
- Heinrich Beck (Verleger, 1853) (1853–1914), deutscher Verleger
- Heinrich Beck (Ingenieur) (1878–1937), deutscher Ingenieur
- Heinrich Beck (Geologe) (1880–1979), österreichischer Geologe
- Heinrich Beck (Verleger, 1889) (1889–1973), deutscher Verleger
- Heinrich Beck (1904–1974), deutsch-schweizerischer Lyriker und Übersetzer, siehe Enrique Beck
- Heinrich Beck (Politiker) (1911–1986), deutscher Politiker (CDU), MdL Hessen
- Heinrich Beck (Mediziner) (1928–2006), deutscher Chirurg
- Heinrich Beck (Philologe) (1929–2019), deutscher Germanist und Nordist
- Heinrich Beck (Philosoph) (Heinrich-Rudolf Beck; 1929–2024), deutscher Philosoph
- Heinrich Christian Beck (1805–1866), deutscher Pfarrer, Historiker und Naturforscher
- Heinrich Gustav Beck (1854–1933), deutscher Jurist und Politiker
- Heinrich Valentin Beck (1698–1758), deutscher Kantor, Komponist und Klavierlehrer
- Heinz Beck (Maler) (1900–1981), deutscher Maler
- Heinz Beck (Schauspieler) (1908–1982), deutscher Schauspieler
- Heinz Beck (Mediziner, 1910) (Heinz Werner Beck; 1910–1952), deutscher Gesichts- und Kieferchirurg
- Heinz Beck (Politiker) (1914–1975), deutscher Journalist, Verwaltungsbeamter und Politiker (SPD), MdL Bayern
- Heinz Beck (Anwalt) (1923–1988), deutscher Rechtsanwalt und Kunstmäzen
- Heinz Beck (Fußballspieler) (1928–2006), deutscher Fußballspieler
- Heinz Beck (Schriftsteller), deutscher Schriftsteller
- Heinz Beck (Koch) (* 1963), deutscher Koch
- Heinz Beck (Mediziner, 1966) (* 1966), deutscher Mediziner und Hochschullehrer
- Hellmut Beck (* um 1952), deutscher Schießsporttrainer
- Helmut Beck (1919–2001), deutscher Arzt, Unternehmer und Kunstsammler
- Helmut Beck-Broichsitter (1914–2000), deutscher Generalstabsmajor, Nationalist und Rechtsextremist nach 1945
- Henning Beck (* 1983), deutscher Biochemiker, Neurowissenschaftler, Science Slammer und Autor
- Henry Beck (* 1986), US-amerikanischer Politiker
- Henry Charles Beck (1902–1974), britischer Grafikdesigner, siehe Harry Beck
- Herbert Beck (Künstler) (1920–2010), deutscher Maler
- Herbert Beck (Entomologe) (* 1932), deutscher Schmetterlingskundler
- Herbert Beck (Kunsthistoriker) (* 1941), deutscher Kunsthistoriker
- Herbert Beck (Liedermacher) (1949–2015), deutscher Liedermacher, Radio- und Fernsehmoderator
- Herbert Beck (Diplomat) (* 1957), deutscher Diplomat
- Hermann Beck (Jurist) (1863–1923), deutscher Jurist und Richter
- Hermann Beck (Soziologe) (1879–nach 1919), deutscher Soziologe
- Hermann Beck (Musikwissenschaftler) (1929–1980), deutscher Musikwissenschaftler
- Hermann Beck (Historiker) (* 1955), deutscher Historiker; Inhaber des Lehrstuhls für Moderne Europäische Geschichte an der Universität Miami
- Hermann Georg Julius Beck (1849–1919), deutscher evangelischer Pfarrer, Theologe und Konsistorialrat
- Hieronymus Beck von Leopoldsdorf (1525–1596), österreichischer Adliger und Gelehrter
- Hinrich Beck (Garleff Hinrich von der Beck; 1877–1959), deutscher Kaufmann und Politiker
- Horst Beck (1913–1974), deutscher Schauspieler, Synchronsprecher und Hörspielsprecher
- Horst J. Beck (1909–2006), deutscher Maler
- Horst Philipp Beck (* 1941), deutscher Chemiker und Hochschullehrer
- Horst Waldemar Beck (1933–2014), deutscher Philosoph
- Hubert Beck (Ingenieur) (1926–1972), deutscher Bauingenieur
- Hubert Beck (Organist) (1935–2011), deutscher Organist, Dirigent und Hochschullehrer
- Hubert Beck (Basketballtrainer) (* 1949), deutscher Basketballtrainer

### I
- Ignaz Beck (1855–1872), Propst des Stiftes Eisgarn und Denkmalpfleger
- Ilse-Sabine Beck (* 1949), deutsche Juristin und Richterin
- Inga Beck, deutsche Geographin und Permafrost-Forscherin
- Iris Beck (* 1961), deutsche Erziehungswissenschaftlerin
- Ivo Beck (1926–1991), liechtensteinischer Politiker und Staatsgerichtshofspräsident
- Ivo-Alexander Beck (* 1964), deutscher Filmproduzent

### J
- Jacob Sigismund Beck (1761–1840), deutscher Philosoph
- Jakob von Beck (1725–nach 1791), deutscher Jurist und Bürgermeister
- Jakob Beck (Polizeibeamter) (1889–nach 1944), deutscher Polizeibeamter und SS-Führer
- Jakob Beck (Kampfsportler) (* 1931), deutscher Kampfsportler
- Jakob Christoph Beck (1711–1785), Schweizer Historiker und evangelischer Theologe
- Jakob Samuel Beck (1715–1778), deutscher Maler
- James Beck (Schauspieler, 1929) (1929–1973), englischer Schauspieler
- James Beck (Kunsthistoriker) (1930–2007), US-amerikanischer Kunsthistoriker
- James Beck (Schauspieler, 1935) (* 1935), US-amerikanischer  Schauspieler
- James B. Beck (1822–1890), US-amerikanischer Politiker
- James M. Beck (1861–1936), US-amerikanischer Politiker und Jurist
- Jan-Philipp Beck (* 1990), deutscher Politiker (SPD) und MdL Niedersachsen
- Jan-Wilhelm Beck (* 1963), deutscher Altphilologe
- Jason Charles Beck, eigentlicher Name von Chilly Gonzales (* 1972), kanadischer Musiker
- Jean Beck (1862–1938), deutscher Keramik- und Glasdesigner
- Jeff Beck (1944–2023), englischer Rockgitarrist
- Jenny Beck (* 1974), US-amerikanische Schauspielerin
- Jens Beck, deutscher Schwimmer
- Jeppe Beck Laursen (* 1972), norwegischer Schauspieler, Synchronsprecher und Stuntman
- Jochen Beck (1941–2008), deutscher Komponist und Musikpädagoge
- Joe Beck (1945–2008), US-amerikanischer Jazzgitarrist
- Johanna Beck (* 1983), deutsche Autorin
- Johan Vilhelm Beck (1829–1901), dänischer Geistlicher, siehe Wilhelm Beck (Pastor)
- Johann von Beck (1588–1648), deutscher General
- Johann Beck (Missionar) (1706–1777), deutscher Missionar in Grönland
- Johann Beck (Mediziner) (1735–1811), lettischer Chirurg
- Johann Beck (Schauspieler) (1754–??), deutscher Schauspieler
- Johann Beck (General, 1805) (1805–1889), österreichischer Generalmajor
- Johann Beck (General, 1837) (1837–1895), österreichischer Feldmarschallleutnant
- Johann Beck (Politiker, 1885) (1885–1961), liechtensteinischer Politiker (FBP)
- Johann Beck (SS-Mitglied) (1888–1967), deutscher SS-Oberführer
- Johann Beck (Politiker, 1907) (1907–1992), liechtensteinischer Politiker (VU)
- Johann Beck (Politiker, 1913) (1913–1997), liechtensteinischer Politiker (VU)
- Johann August Beck († 1815), deutscher Politiker, Bürgermeister von Dresden
- Johann Casper Beck (1703–1774), deutscher Orgelbauer
- Johann Christoph Allmayer-Beck (1918–2017), österreichischer Historiker und Autor
- Johann Ferdinand Beck (1700–1743), deutscher Schauspieler und Theaterdirektor
- Johann Georg Beck (1676–1722), deutscher Kupferstecher
- Johann Heinrich Beck (1788–1875), deutscher Maler
- Johann Jakob von Beck (1566–1629), deutscher Vogt und Erbauer des Schlosses Willmendingen
- Johann Jakob Beck (Maler, 1786) (der Ältere; 1786–1868), Schweizer Maler und Zeichner
- Johann Jakob Beck (Maler, 1820) (der Jüngere; 1820–1879), Schweizer Glasmaler
- Johann Jodocus Beck (1684–1744), deutscher Rechtswissenschaftler
- Johann Ludwig Beck (Missionar) (1706–1777), deutscher Missionar
- Johann Ludwig Friedrich Beck (1779–1841), deutscher Generalmajor
- Johann Ludwig Wilhelm Beck (1786–1869), deutscher Jurist
- Johann Martin Beck der Ältere (1780–1854), Schweizer Maler und Glasmaler
- Johann Martin Beck der Jüngere (1808–1833), Schweizer Glasmaler und Zeichner
- Johann Nepomuk Beck (1827–1904), österreichischer Sänger (Bariton)
- Johann Otto Ferdinand Beck (1818–1875), deutscher Beamter
- Johann Philipp Beck (Komponist) (1650–1693), deutscher Komponist
- Johann Philipp Beck (1766–1840), deutscher Geistlicher und Pädagoge
- Johann Tobias Beck (1804–1878), deutscher Theologe
- Johannes IV. Beck (1516–1562), deutscher Zisterzienserabt
- Johannes Beck (Politiker), deutscher Politiker (NSDAP), Landrat
- Johannes Beck (Jesuit) (1922–2020), deutscher Jesuit und Sozialethiker
- Johannes Beck (Pädagoge) (1938–2013), deutscher Pädagoge, Soziologe und Hochschullehrer
- Johannes Beck (Chemiker) (* 1956), deutscher Chemiker und Hochschulprofessor
- John Beck (* 1943), US-amerikanischer Schauspieler
- Jonas Beck (* 1996), deutscher Laiendarsteller
- Jonathan Beck (Verleger) (* 1977), deutscher Verleger
- Jonathan Beck (* 1991), deutscher Schauspieler
- Jørgen Beck (1914–1991), dänischer Schauspieler
- Josef Beck (Sänger) (1848–1903), österreichischer Sänger (Bariton) und Schauspieler
- Josef Beck (Politiker) (1877–1936), liechtensteinischer Politiker
- Josef Beck (Mediziner) (1891–1966), deutscher HNO-Arzt
- Josef Beck (Diplomat) (* 1953), deutscher Diplomat
- Josef Beck von Mannagetta und Lerchenau (1815–1887), österreichischer Jurist und Historiker
- Josefa Beck (um 1765–1827), deutsche Opernsängerin (Sopran)
- Joseph Beck (Theologe, 1803) (1803–1883), deutscher Theologe
- Joseph Beck (Theologe, 1858) (1858–1943), Schweizer Moraltheologe
- Joseph D. Beck (1866–1936), US-amerikanischer Politiker
- Joseph Ludwig Beck (1738–1816), deutscher Theologe und Pfarrer, siehe Ludwig Joseph Beck
- Józef Beck (1894–1944), polnischer Politiker
- József Beck (* 1952), ungarisch-US-amerikanischer Mathematiker
- Judith S. Beck (* 1954), US-amerikanische Psychotherapeutin
- Jules Beck (1825–1904), Schweizer Fotograf
- Julia Beck (1853–1935), schwedische Malerin
- Julian Beck (1925–1985), US-amerikanischer Schauspieler, Regisseur, Maler und Poet
- Julius Beck (Schriftsteller) (1852–1920), deutscher Schriftsteller, Redakteur und Rezitator
- Julius Beck (Politiker) (1884–1981), Schweizer Politiker (KVP)
- Julius Beck (Fußballspieler) (Julius Eskelund Beck; * 2005), dänischer Fußballspieler
- Jürgen Beck (Handballspieler) (* 1959), deutscher Handballspieler
- Jürgen Beck (Politiker) (* 1961), liechtensteinischer Politiker
- Jürgen Beck (Mediziner) (* 1970), deutscher Neurochirurg
- Jürgen Beck (Jurist) (* 1971), deutscher Jurist und Richter

### K
- Karen Olsen Beck (* 1933), costa-ricanische Diplomatin
- Karl Beck (Sänger) (1814–1879), österreichischer Sänger
- Karl von Beck (1818–1886), deutscher Theologe und Politiker, MdL Württemberg
- Karl Beck (Mediziner) (Karl Maria Otto Hans Beck; 1880–1942), deutscher HNO-Arzt und Hochschullehrer
- Karl Beck (Heimatforscher) (1887–1973), Schweizer Lehrer und Heimatforscher
- Karl Beck (Fußballspieler) (1888–1972), österreichischer Fußballspieler
- Karl Beck (Architekt), deutscher Architekt
- Karl Beck (Ingenieur) (1906–1985), deutscher Ingenieur
- Karl Beck (Politiker) (* 1931), deutscher Landrat und Regierungsdirektor (CSU)
- Karl Isidor Beck (1817–1879), österreich-ungarischer Dichter
- Karl Joseph Beck (1794–1838), deutscher Mediziner und Hochschullehrer
- Karl Theodor Beck (1767–1830), deutscher Jurist und Dichter
- Karl-Willi Beck (1954–2022), deutscher Kommunalpolitiker (CSU)
- Karol Beck (* 1982), slowakischer Tennisspieler
- Karoline Beck (1766–1784), deutsche Schauspielerin, siehe Caroline Beck
- Karoline Beck-Krämer (1941–2015), deutsche Beamtin
- Kaspar Achatius Beck (1685–1733), deutscher Jurist
- Katharina Beck (* 1982), deutsche Autorin und Politikerin (Bündnis 90/Die Grünen)
- Kathrin Beck (* 1966), österreichische Eiskunstläuferin
- Katrin Beck (* 1982), deutsche Musikwissenschaftlerin, Kulturmanagerin und Musikvermittlerin
- Kenneth Beck (1915–1982), US-amerikanischer Wasserballspieler
- Kent Beck (* 1961), US-amerikanischer Softwareentwickler
- Kimberly Beck (* 1985), US-amerikanische Basketball-Spielerin
- Kimberly Beck (Schauspielerin) (* 1956), US-amerikanische Schauspielerin
- Kjersti Beck (* 1979), norwegische Handballspielerin
- Klaus Beck (* 1963), deutscher Kommunikationswissenschaftler
- Klaus Müller-Beck (Agraringenieur) (* 1947), Agraringenieur und Rasenexperte
- Klaus Müller-Beck (Schauspieler) (* 1963), österreichisch-deutscher Schauspieler
- Klaus-Rüdiger Beck (1950–2016), deutscher Entomologe
- Knut Beck (* 1938), deutscher Literaturwissenschaftler
- Krzysztof Beck (1930–1996), polnischer Gewichtheber
- Kurt Beck (Fotograf) (1909–1983), deutscher Fotograf
- Kurt Beck (Mediziner) (1915–1989), deutscher Internist und Hochschullehrer
- Kurt Beck (Schauspieler) (1926–1993), deutscher Schauspieler
- Kurt Beck (* 1949), deutscher Politiker (SPD)
- Kurt Beck (Ethnologe) (* 1952), deutscher Ethnologe
- Kurt-Günther Beck (1926–2012), deutscher Chemiker und Hochschullehrer

### L
- Laetitia Beck (* 1992), israelische Golferin
- Lauren Beck (* 1976/1977), Filmproduzentin
- Leonhard Beck (~1480–1542), deutscher Maler, Zeichner und Holzschneider
- Leonie Beck (* 1997), deutsche Schwimmerin
- Lesley Beck (* 1964), britische Skirennläuferin
- Levin Johann von Wenge zu Beck (1772–1822), Domherr in Münster
- Lew Beck (1922–1970), US-amerikanischer Basketballspieler
- Lewis White Beck (1913–1997), US-amerikanischer Philosoph und Hochschullehrer
- Lilli Beck (Schriftstellerin) (* 1950), deutsche Schriftstellerin
- Lina Beck-Meyenberger (1892–1988), Schweizer Frauenrechtlerin und Lehrerin
- Lisa Beck (1927–2024), deutsche Grafikerin und Hochschullehrerin für Schriftgestaltung
- Lisa Beck (Künstlerin) (* 1958), US-amerikanische Malerin und Installationskünstlerin
- Lisa Beck (Mathematikerin) (* um 1981), deutsche Mathematikerin und Hochschullehrerin
- Lorenz Beck (1969–2013), deutscher Archivar, Historiker und Paläograph
- Lothar Beck (Therapeut) (* 1946), deutscher Therapeut, Theologe und Autor
- Lothar Beck (Bildhauer) (* 1953), deutscher Bildhauer und Hochschullehrer
- Louise Beck (1822–1879), deutsche Mystikerin

- Ludwig Beck (Abt) (1728–1794), deutscher Geistlicher, Abt von Münsterschwarzach
- Ludwig Beck (Handwerksmeister) (1832–1885), Hofposamentier, legte den Grundstein für das Münchner Kaufhaus Ludwig Beck am Rathauseck
- Ludwig Beck (Industrieller) (1841–1918), deutscher Metallurg und Unternehmer
- Ludwig von Beck (1844–1918), österreichischer General
- Ludwig Beck (General) (1880–1944), deutscher General und Widerstandskämpfer
- Ludwig Beck (Regisseur) (1887–1962), deutscher Schauspieler und Regisseur
- Ludwig Beck (Politiker) (1909–1980), liechtensteinischer Politiker (VU)
- Ludwig Beck (Zoologe) (* 1935), deutscher Zoologe und Hochschullehrer
- Ludwig Joseph Beck (auch Joseph Ludwig Beck; 1738–1816), deutscher Theologe und Pfarrer
- Ludwig Maria Beck (Lulu Beck; 1905–1983), deutscher Künstler
- Luise Beck (1789–1857), deutsche Schauspielerin und Schriftstellerin
- Lukas Beck (* 1967), österreichischer Fotograf
- Lutwin Beck (1927–2022), deutscher Gynäkologe und Geburtshelfer

### M
- Manfred Beck (Beamter) (1920–2009), deutscher Verwaltungsbeamter und Verbandsfunktionär
- Manfred Beck (Musiker) (1929–2015), deutscher Kirchenmusikdirektor
- Manfred Beck (Politiker) (* 1940), österreichischer Politiker (FPÖ)
- Manfred Beck (Stadtdirektor) (* 1951), deutscher Psychologe, Publizist und Kommunikationswissenschaftler
- Manfred Beck-Arnstein (* 1946), deutscher Maler
- Marcel Beck (1908–1986), deutscher Historiker
- Marga Beck (* 1938), deutsche Politikerin (CDU)
- Margaret Beck (1952–2023), englische Badmintonspielerin
- Maria Beck (Schauspielerin), US-amerikanische Schauspielerin
- Maria Epple-Beck (* 1959), deutsche Skirennläuferin
- Maria Herr-Beck (1928–2015), deutsche Politikerin (CDU)
- Maria Paula Beck (1861–1908), Schweizer Ordensfrau und Generaloberin
- Marieluise Beck (* 1952), deutsche Politikerin (B’90/Die Grünen)
- Marilyn Beck (1928–2014), US-amerikanische Journalistin
- Marius Beck (* 1994), deutscher Drehbuchautor und Produzent
- Markus Beck von Leopoldsdorf (1491–1553), österreichischer Adliger und niederösterreichischer Kanzler
- Marlene Zeidler-Beck (* 1987), österreichische Politikerin (ÖVP)
- Martha Beck (1919–1951), US-amerikanische Serienmörderin, siehe The Lonely Hearts Killers
- Martha Beck (Kuratorin) (1938–2014), US-amerikanische Kunstkuratorin
- Martin Beck (Theaterproduzent), amerikanischer Theaterproduzent
- Martin Beck (Eishockeyspieler) (* 1933), deutscher Eishockeyspieler
- Martin Beck (Politiker) (* 1958), deutscher Politiker (B’90/Grüne), MdA Berlin
- Martin Beck (Schauspieler) (* 1960), österreichischer Schauspieler
- Martin Beck (Politikwissenschaftler) (* 1962), deutscher Politikwissenschafter
- Martin Beck (Maler) (* 1963), österreichischer Maler
- Martin Beck (Journalist) (* 1969), deutscher Journalist und Moderator
- Martin Beck (Biochemiker) (* 1977), deutscher Biochemiker
- Martin Beck (Philosoph) (* 1982), deutscher Philosoph, Ausstellungskurator und Autor
- Martin Eugen Beck (1833–1903), deutscher Paramentiker
- Martina Beck (geb. Martina Glagow; * 1979), deutsche Biathletin
- Mathias Beck (* 1971), deutscher Sportfunktionär und Unternehmer
- Matthias Beck (Theologe) (* 1956), deutscher Pharmazeut, Mediziner, Universitätsprofessor für Moraltheologie, Buchautor und römisch-katholischer Priester
- Matthias Beck (Musiker) (* 1962), deutscher Trompeter, Blockflötist und Instrumentenbauer
- Matthias Beck (Fussballspieler) (* 1981), liechtensteinischer Fußballspieler
- Matthias Friedrich Beck (1649–1701), deutscher Orientalist
- Max Beck (Mediziner) (1862–1931), deutscher Mediziner und Regierungsrat
- Max Beck (Heimatforscher) (1920–1996), deutscher Heimatforscher
- Max Beck (Rennrodler) (1952–2019), liechtensteinischer Rennrodler
- Max Wladimir von Beck (1854–1943), österreichischer Politiker
- Maximilian Beck (Schauspieler, 1861) (1861–1933), deutscher Schauspieler
- Maximilian Beck (Philosoph) (1887–1950), deutscher Philosoph
- Maximilian Beck (Schauspieler, 1995) (* 1995), deutscher Schauspieler
- Michael Beck (Orientalist) (1653–1712), deutscher Orientalist und Prediger
- Michael Beck (Schauspieler) (* 1949), US-amerikanischer Schauspieler
- Michael Beck (Politiker) (* 1960), deutscher Politiker (CDU), Oberbürgermeister von Tuttlingen
- Michael Beck (Maler) (* 1960), deutscher Maler
- Michael Beck (Hip-Hop-Musiker) (* 1967), deutscher Musiker
- Michael Beck (Jazzmusiker) (* 1968), Schweizer Jazzpianist
- Michael Beck (Schauspieler, II), Schauspieler
- Michael Beck (Rennfahrer) (* 1987), US-amerikanischer Motorradrennfahrer
- Mikkel Beck (* 1973), dänischer Fußballspieler
- Mila Beck (* 1965), deutsche Regisseurin
- Monika Beck (1941–2021), deutsche Politikerin (CDU), Galeristin und Kunst-Verlegerin
- Monika Spicker-Beck (* 1959), deutsche Autorin und Historikerin

### N
- Nadine Beck (* 1976), deutsche Autorin, Kulturwissenschaftlerin und Expertin für Sexspielzeug
- Nichola Beck (* 1973), englische Badmintonspielerin
- Nicole Beck (* 1988), australische Rugbyspielerin
- Niklas Beck (* 2001), liechtensteinischer Fußballspieler
- Noah Beck (* 2001), US-amerikanische Social-Media-Persönlichkeit
- Noelle Beck (* 1968), US-amerikanische Schauspielerin
- Norbert Beck (* 1954), deutscher Politiker (CDU)
- Nordwin Beck (* 1941), deutscher Geograf und Hochschullehrer

### O
- Oscar Beck (1850–1924), deutscher Verlagsbuchhändler
- Oskar Beck (Kaufmann) („Butter-Beck“, 1860–1929), deutscher Lebensmittel-Einzelhändler, siehe Meyer & Beck Handels KG#Butter Beck vor 1985
- Oskar Beck (Mediziner) (1882–1928), österreichischer HNO-Arzt
- Oskar Beck (Journalist) (* 1949), deutscher Sportjournalist
- Oskar Josef Beck (* 1936), deutscher Neurochirurg
- Oswald Beck (Germanist) (1928–2018), deutscher Germanist, Deutschdidaktiker und Hochschullehrer
- Oswald Beck (Politiker) (1929–1995), deutscher Politiker (CDU, MdHB)
- Otto Beck (Maler, 1814) (1814–1880), deutscher Maler
- Otto Beck (Politiker) (1846–1908), deutscher Politiker
- Otto Beck (Schauspieler) (1857–1942), deutscher Schauspieler
- Otto von Beck (1879–1960), österreichischer Unternehmer
- Otto Beck (Geistlicher) (1932–2007), deutscher katholischer Priester und Kirchen-/Kunsthistoriker
- Otto Beck (Maler, 1950) (* 1950), deutsch-österreichischer Maler und Bildhauer
- Otto Walter Beck (1864–1954), US-amerikanischer Maler, Bildhauer, Fotograf und Landschaftsarchitekt
- Owen Beck (Boxer) (Owen Le Franc Beck; * 1976), jamaikanischer Boxer
- Owen Beck (Fußballspieler) (* 2002), walisischer Fußballspieler
- Owen Beck (Eishockeyspieler) (* 2004), kanadischer Eishockeyspieler

### P
- Patrice Beck (* 1950), französischer Historiker
- Paul Beck (1845–1915), deutscher Historiker und Richter
- Paul Beck (Geologe) (1882–1958), Schweizer Geologe
- Paul Beck (Unternehmer) (1887–1949), deutscher Unternehmer und Kunstsammler
- Paul Beck (Architekt) (1887–1964), deutscher Architekt
- Paul Beck (Produzent) (* 1996), deutscher Filmproduzent
- Paul A. Beck (Metallurg) (1908–1997), US-amerikanischer Metallurg und Hochschullehrer
- Paul A. Beck (Politikwissenschaftler) (* 1944), US-amerikanischer Politikwissenschaftler und Hochschullehrer
- Pedro Beck-Gomez (* 1992), brasilianischer Fußballspieler
- Peter Beck (Beamter) (* 1951), dänischer Beamter
- Peter Beck (Ornithologe) (1952–1996), deutscher Vogelkundler
- Peter Beck (Kabarettist) (* 1954), deutscher Komiker
- Peter Beck (Journalist) (* 1958), deutscher Journalist
- Peter Beck (Autor) (* 1965), österreichischer Autor
- Peter Beck (Rennrodler) (* 1965), liechtensteinischer Rennrodler
- Peter Beck (Schauspieler) (* 1966), deutscher Schauspieler
- Peter Beck (Politiker) (* 1966), deutscher Politiker
- Peter Beck (Fernsehproduzent), australischer Fernsehproduzent
- Peter Beck-Mannagetta (1917–1998), österreichischer Geologe und Mineraloge
- Peter Meier-Beck (* 1955), deutscher Richter
- Peter Joseph Beck (* 1976/1977), neuseeländischer Raketenkonstrukteur und Unternehmer
- Petra Beck (* 1980), deutsche Tischtennisspielerin und -trainerin
- Philipp Beck (Fussballspieler) (* 1972), liechtensteinischer Fußballspieler
- Philipp Friedrich Beck (1786–1821), deutscher Apotheker
- Philipp Levin von Beck (1700/1720–1768), österreichischer General
- Philippa Beck (* 1987), österreichische Moderatorin und Politikerin
- Philippe Beck (* 1963), französischer Schriftsteller, Dichter und Philosoph
- Pia Beck (1925–2009), niederländische Pianistin und Sängerin
- Pola Beck (* 1982), deutsche Filmregisseurin und Drehbuchautorin

### R
- Rachael Beck (* 1971), australische Schauspielerin
- Raimund Beck (* 1962), deutscher Geistlicher, Generalvikar in Erfurt
- Rainer Beck (Matrose) (1916–1945), deutscher Matrose und Opfer der NS-Militärjustiz
- Rainer Beck (Kunsthistoriker) (* 1947), deutscher Kunsthistoriker und Hochschullehrer
- Rainer Beck (Historiker) (* 1950), deutscher Historiker und Hochschullehrer
- Rainer Beck (Astrophysiker) (* 1951), deutscher Astrophysiker
- Rainer Beck (Politiker) (* 1967), liechtensteinischer Politiker (VU)
- Ralf Beck (Philologe) (* 1961), deutscher Lehrer, Philologe und Autor
- Ralf Beck (* 1966), deutscher Musiker, siehe Nalin & Kane
- Ralf Beck (Wirtschaftswissenschaftler) (* vor 1968), deutscher Wirtschaftswissenschaftler und Hochschullehrer
- Ralf Beck (Ingenieur) (* 1979), deutscher Ingenieur und Hochschullehrer
- Ralf-Uwe Beck (* 1962), deutscher Theologe
- Ralph Müller-Beck (* 1969), deutscher Gewerkschafter und Staatssekretär
- Raphael Beck (* 1992), deutscher Badmintonspieler
- Raphaela Beck (1901–1974), deutsche Äbtissin
- Rasmus Beck (* 1999), dänischer E-Sportler
- Reginald Beck (1902–1992), britischer Filmeditor
- Reinhard Beck (Buchdrucker) († 1522), deutscher Buchdrucker
- Reinhard Beck (Jurist) (1932–2017), deutscher Jurist und Richter
- Ria Beck (* 1953), deutsche Augenärztin
- Richard Beck (Politiker) (1834–nach 1875), deutscher Politiker (Liberale Partei)
- Richard von Beck (1851–1909), preußischer Generalleutnant
- Richard Beck (Geologe) (1858–1919), deutscher Geologe und Hochschullehrer
- Richard Beck (Unternehmer) (1876–1936), deutscher Spielzeugfabrikant und Unternehmensgründer
- Rita Kieber-Beck (* 1958), liechtensteinische Politikerin
- Robert Beck (1936–2020), US-amerikanischer Moderner Fünfkämpfer
- Robin Beck (Triathletin) (* 1953), US-amerikanische Triathletin
- Robin Beck (* 1954), US-amerikanische Sängerin
- Roger Beck (* 1983), liechtensteinische Fußballspieler
- Roger L. Beck (1937–2023), englischer Klassischer Philologe
- Roland Beck (* 1949), Schweizer Offizier und Militärhistoriker
- Rolf von Beck (1909–1991), österreichischer Ingenieur, Unternehmer und Autorennfahrer
- Rolf Beck (* 1945), deutscher Dirigent und Chorleiter
- Rollo Beck (1870–1950), US-amerikanischer Tiersammler und Ornithologe
- Roman Beck (Wirtschaftsinformatiker) (* 1975), deutscher Wirtschaftsinformatiker und Hochschullehrer
- Roman Beck (Unihockeyspieler) (* 1998), Schweizer Unihockeyspieler
- Rose Marie Beck (* 1964), deutsche Afrikawissenschaftlerin und Hochschullehrerin
- Roy Beck (* 1948), US-amerikanischer Journalist
- Rüdiger Schmitt-Beck (* 1956), deutscher Politikwissenschaftler und Hochschullehrer
- Rudolf Beck (Zeichner) (1811–1892), deutscher Jurist und Zeichner
- Rudolf Beck (Journalist) (1875–1963), böhmisch-österreichischer Journalist
- Rudolf Beck (Architekt), österreichischer Architekt
- Rudolf Beck (Komponist) (1891–1972), österreichisch-US-amerikanischer Pianist, Komponist, Musikpädagoge und Maler
- Rudolf Beck (Gemeindevorsteher) (1900–1988), tschechischer jüdischer Gemeindevorsteher
- Rudolf Beck (Polizist) (1911/1912–nach 1971), deutscher Polizist und Leiter des saarländischen Landeskriminalamts
- Rudolf Beck (Anglist) (* 1945), deutscher Anglist
- Rudolf Beck (Förster) (1947–2024), deutscher Förster und Verbandsfunktionär
- Rudolf Beck (Jurist) (* 1955), österreichischer Rechtsanwalt, Fachautor und Funktionär
- Rudolf H. Beck (1918–2010), Schweizer Geologe
- Rudolph Beck (1876/1877–1964), US-amerikanischer Politiker, Bürgermeister von Oxnard (Kalifornien)
- Rufus Beck (* 1957), deutscher Schauspieler, Synchron- und Hörbuchsprecher

### S
- Sarah Beck (* 1992), deutsche Schauspielerin
- Sebastian Beck (1583–1654), Schweizer Theologe
- Serge Beck (* 1955), Schweizer Politiker (LPS)
- Scott Beck (* 1984), US-amerikanischer Drehbuchautor, Filmproduzent und -regisseur
- Sharon Beck (* 1995), deutsche Fußballspielerin
- Sigismond Beck (1900–nach 1940), französischer Jazzmusiker
- Sigrid Beck (* 1968), deutsche Anglistin, Linguistin und Hochschullehrerin
- Simon Beck (Rennrodler) (* 1947), liechtensteinischer Rennrodler
- Simon Beck (Künstler) (* 1958), britischer Schneekünstler
- Simon Beck (Rennfahrer), britischer Motorradrennfahrer
- Simon Beck (Schiedsrichter) (* 1972), englischer Fußballschiedsrichter
- Simon Rhys Beck (* 1975), deutscher Sozialpädagoge und Schriftsteller
- Simone Beck (1904–1991), französische Kochbuchautorin
- Stefan Beck (Sozialanthropologe) (1960–2015), deutscher Sozialanthropologe und Hochschullehrer
- Stefan von der Beck (* 1964), deutscher Jurist und Richter
- Stefan Beck (Künstler) (* 1965), deutscher Medienkünstler und Hochschullehrer
- Steffen Beck (* 1963), deutscher Fußballtrainer
- Stephan Beck (* 1974), deutscher Organist und Hochschullehrer
- Stephen Beck (* 1950), US-amerikanischer Videokünstler
- Susanne Beck (Schauspielerin) (* 1947), deutsche Schauspielerin
- Susanne Beck (Drehbuchautorin), deutsche Drehbuchautorin
- Susanne Beck (Rechtswissenschaftlerin) (* 1977), deutsche Rechtswissenschaftlerin
- Susanne Beck (Ägyptologin) (* 1985), deutsche Ägyptologin

### T
- Tamás Beck (1929–2014), ungarischer Manager und Politiker
- Taylor Beck (* 1991), kanadischer Eishockeyspieler
- Teresa Koloma Beck (* 1977), deutsche Soziologin
- Theodor Beck (1839–1917), deutscher Fabrikant und Technikhistoriker
- Theodor Beck (Mikrobiologe) (* 1930), deutscher Mikrobiologe
- Theophil Beck (1814–1903), Schweizer Zeichner und Kupferstecher
- Thomas Beck (Komponist) (1899–1963), norwegischer Organist, Dirigent und Komponist
- Thomas Beck (Schauspieler) (1909–1995), US-amerikanischer Schauspieler
- Thomas Beck (Mediziner) (* 1957), deutscher Anatom und Pharmakologe
- Thomas Beck (Fussballspieler) (* 1981), liechtensteinischer Fußballspieler
- Thomas Andreas Beck (* 1968), österreichischer Musiker und Manager
- Thomas Snow Beck (1814–1877), britischer Mediziner
- Thomas Taxus Beck (* 1962), deutscher Komponist und Kompositionspädagoge
- Thorsten Beck (* 1956), deutscher Jurist und Präsident des Landesarbeitsgerichts
- Tilmann Beck (* 1967), deutscher Ingenieur und Hochschullehrer
- Timo Beck (* 1977), deutscher Springreiter
- Timothy Beck (* 1977), niederländischer Sprinter und Bobfahrer
- Tobias Beck (* 1974), deutscher Tischtennisspieler und -trainer
- Tobias Beck (Chemiker) (* 1981), deutscher Chemiker und Hochschullehrer
- Tobias Beck (Politiker) (* 1987), deutscher Politiker (Freie Wähler), MdL
- Tom Beck (* 1978), deutscher Schauspieler und Sänger
- Toni Beck (1924–2003), deutscher Landwirt und Politiker (CSU)

### U
- Ueli Beck (1930–2010), Schweizer Radiomoderator und Schauspieler
- Ulrich Beck (1944–2015), deutscher Soziologe
- Ulrich Beck (Musiker) (* 1952), deutscher Gitarrist, Dirigent, Komponist, Instrumentalpädagoge und Musikschulleiter
- Ulrich Beck (Dramaturg) (* 1981), deutscher Dramaturg

### V
- Valentina Beck (* 1991), deutsche Radsportlerin, Leichtathletin, Schneeschuhläuferin und Behindertensportlerin
- Vilhelm Beck (1829–1901), dänischer Pfarrer, Leiter des „Kirchlichen Vereins für Innere Mission in Dänemark“
- Volker Beck (Leichtathlet) (* 1956), deutscher Leichtathlet
- Volker Beck (Fußballspieler) (* 1960), deutscher Fußballspieler
- Volker Beck (* 1960), deutscher Politiker (Bündnis 90/Die Grünen), MdB
- Volker Beck (Psychologe) (* um/vor 1960), deutscher Psychologe

### W
- Waldemar Beck (1921–2014), deutscher Ruderer
- Walter Beck (Psychologe) (1898–1953), deutscher Sozialpsychologe
- Walter Beck (Verleger) (1898–nach 1963), deutscher Verleger
- Walter Beck (Architekt) (1903–1999), deutscher Architekt und Anthroposoph
- Walter Beck (Turner) (1907–1992), Schweizer Turner
- Walter Beck (Regisseur) (1929–2024), deutscher Regisseur, Drehbuchautor und Schauspieler
- Walther Beck (Dirigent) (1890–1966), deutscher Dirigent
- Walther Beck (Botaniker) (1923–2011), österreichischer Botaniker
- Wendelin Beck (1908–1978), liechtensteinischer Politiker (VU)
- Wenzel Beck (* 1999), österreichischer Sänger, Songwriter und Produzent
- Werner Beck (Politiker), deutscher Politiker (SED), MdL Sachsen
- Werner Beck (Ingenieur) (1907–1994), deutscher Ingenieur und Hochschullehrer
- Werner Beck (Theologe) (1926–2013), deutscher Theologe und Pfarrer
- Werner Beck (Drehbuchautor) (* 1928), deutscher Drehbuchautor und Dramaturg
- Wilfried Beck-Erlang (1924–2002), deutscher Architekt
- Wilhelm Beck (Unternehmer) (1819–1909), österreichischer Unternehmer und Firmengründer
- Wilhelm Beck (Zeichner) (1822–1862), österreichisch-ungarischer Zeichner
- Wilhelm von Beck (Chemiker) (1822–1907), deutscher Chemiker und Mineraloge
- Wilhelm Beck (Pastor) (Johan Vilhelm Beck; 1829–1901), dänischer Geistlicher
- Wilhelm Beck (Musiker) (1833–1924), Oboist
- Wilhelm von der Beck (1855–1914), deutscher Verwaltungsjurist
- Wilhelm Beck (Sänger) (1869–1925), ungarischer Opernsänger (Bass)
- Wilhelm Beck (Politiker) (1885–1936), liechtensteinischer Politiker (VP)
- Wilhelm Beck (SS-Mitglied) (1919–1944), deutscher SS-Hauptsturmführer
- Wilhelm Beck (Gewerkschafter) (* 1946), österreichischer Gewerkschafter
- Wilhelm Beck (Schauspieler) (* 1948), deutscher Schauspieler
- Willi Beck (1895–1944), deutscher Architekt
- Willie Beck (William Henry Beck; 1894–1975), US-amerikanischer Radsportler
- William Beck (Skirennläufer) (William LeBaron Beck, Billy Beck; 1929–2017), US-amerikanischer Skirennläufer
- William Beck (Geschäftsmann) (Skipper; 1960–2009), US-amerikanischer Geschäftsmann
- William Beck (Schauspieler), britischer Schauspieler
- Winfried Beck (* 1943), deutscher Mediziner
- Wolfgang von Beck (1905–1989), deutscher (Jagd-)Schriftsteller
- Wolfgang Beck (Chemiker) (* 1932), deutscher Chemiker und Hochschullehrer
- Wolfgang Beck (Dramaturg) (1933–1994), deutscher Dramaturg und Hörspielautor
- Wolfgang Beck (Verleger) (* 1941), deutscher Verleger
- Wolfgang Beck (Maler) (* 1957), deutscher Maler und Bildhauer
- Wolfgang Beck (Staatssekretär) (* 1964), deutscher politischer Beamter (SPD)
- Wolfgang Beck (Germanist) (* 1971), deutscher germanistischer Mediävist
- Wolfgang Beck (Theologe) (* 1974), deutscher Theologe
- Wolfram Beck (1930–2004), deutscher bildender Künstler

### Z
- Zoë Beck (* 1975), deutsche Schriftstellerin

### Fiktive Personen
- Rudolph Beck-Dülmen (1885–1956), fiktiver deutscher Wissenschaftler